# Persone di nome Gregory
| Questa pagina contiene informazioni ricavate automaticamente dalle voci biografiche con l'ausilio del template Bio e di un bot. L'aggiornamento è periodico e automatico e ricostruisce completamente la pagina. Se manca una persona in questa lista, sei pregato di non aggiungerla, ma accertati piuttosto che la sua voce biografica contenga il template Bio e che i dati anagrafici siano correttamente compilati. Se il template Bio manca, inseriscilo tu stesso o, in alternativa, metti l'avviso {{tmp\|Bio}} che ne segnala la mancanza. Se i dati riportati sono sbagliati, correggi direttamente la voce biografica; le modifiche saranno visibili in questa lista entro pochi giorni. Per chiarimenti vedi il progetto antroponimi. La lista contiene solo le 270 persone che sono citate nell'enciclopedia e per le quali è stato implementato correttamente il template Bio. Pagina aggiornata al 22 lug 2025. |

Questa è una lista di persone presenti nell'enciclopedia che hanno il nome Gregory, suddivise per attività principale.

## Abati(1)
- Gregory Polan, abate e religioso statunitense (Berwyn, n. 1950)

## Allenatori di calcio(3)
- Gregory Myers, allenatore di calcio statunitense
- Gregory Strong, allenatore di calcio e ex calciatore inglese (Bolton, n. 1975)
- Greg Vanney, allenatore di calcio e ex calciatore statunitense (South Boston, n. 1974)

## Altisti(1)
- Greg Joy, ex altista canadese (Portland, n. 1956)

## Antropologi(1)
- Gregory Bateson, antropologo, sociologo e psicologo britannico (Grantchester, n. 1904 - San Francisco, † 1980)

## Arcivescovi cattolici(3)
- Gregory Michael Aymond, arcivescovo cattolico statunitense (New Orleans, n. 1949)
- Gregory John Hartmayer, arcivescovo cattolico statunitense (Buffalo, n. 1951)
- Gregory Yong, arcivescovo cattolico malaysiano (Taiping, n. 1925 - Singapore, † 2008)

## Artisti marziali misti(1)
- Greg Hardy, artista marziale misto e ex giocatore di football americano statunitense (Millington, n. 1988)

## Astronauti(7)
- Gregory Chamitoff, ex astronauta e ingegnere statunitense (Montréal, n. 1962)
- Gregory Harbaugh, ex astronauta statunitense (Cleveland, n. 1956)
- Gregory Jarvis, astronauta statunitense (Detroit, n. 1944 - Cape Canaveral, † 1986)
- Gregory Harold Johnson, ex astronauta e ufficiale statunitense (South Ruislip, n. 1962)
- Gregory Johnson, ex astronauta statunitense (Seattle, n. 1954)
- Gregory Linteris, ex astronauta statunitense (Englewood, n. 1957)
- Gregory Wiseman, astronauta statunitense (Baltimora, n. 1975)

## Astronomi(3)
- Gregory Scott Aldering, astronomo statunitense (n. 1962)
- Gregory J. Leonard, astronomo statunitense
- Gregory Wayne Ojakangas, astronomo statunitense

## Atleti paralimpici(1)
- Greg Smith, atleta paralimpico australiano (Ballarat, n. 1967)

## Attori(25)
- Greg Baker, attore televisivo statunitense (Saint Paul, n. 1968)
- Gregory Tyree Boyce, attore statunitense (California, n. 1989 - Las Vegas, † 2020)
- Greg Cipes, attore e doppiatore statunitense (Coral Springs, n. 1980)
- Greg Collins, attore e giocatore di football americano statunitense (Troy, n. 1952)
- Gregory Scott Cummins, attore statunitense (Orinda, n. 1956)
- Greg Finley, attore statunitense (Portland, n. 1984)
- Gregory Gaye, attore russo (San Pietroburgo, n. 1900 - Studio City, † 1993)
- Greg Germann, attore statunitense (Houston, n. 1958)
- Greg Grunberg, attore statunitense (Los Angeles, n. 1966)
- Gregory Harrison, attore statunitense (Avalon, n. 1950)
- Gregory Itzin, attore statunitense (Washington, n. 1948 - Londra, † 2022)
- Gregory Jbara, attore statunitense (Westland, n. 1961)
- Greg Kinnear, attore statunitense (Logansport, n. 1963)
- Greg Mullavey, attore statunitense (Buffalo, n. 1939)
- Gregory Phillips, attore e cantante britannico (Hitchin, n. 1948)
- Gregory Ratoff, attore, regista e sceneggiatore russo (Samara, n. 1897 - Soletta, † 1960)
- Greg Rikaart, attore statunitense (Brooklyn, n. 1977)
- Gregory Rozakis, attore statunitense (New York, n. 1943 - Brooklyn, † 1989)
- Greg Sestero, attore e modello statunitense (Walnut Creek, n. 1978)
- Gregory Sierra, attore statunitense (New York, n. 1937 - Laguna Woods, † 2021)
- Gregory Smith, attore e regista canadese (Toronto, n. 1983)
- Gregory Sporleder, attore statunitense (Saint Louis, n. 1964)
- Gregory Walcott, attore statunitense (Wendell, n. 1928 - Los Angeles, † 2015)
- Gregory Brian Waldis, attore svizzero (Los Angeles, n. 1967)
- Gregory Alan Williams, attore, scrittore e ex militare statunitense (Des Moines, n. 1956)

## Bassisti(1)
- Chip Z'Nuff, bassista statunitense (Chicago, n. 1968)

## Biblisti(1)
- Gregory K. Beale, biblista e teologo statunitense (Dallas, n. 1949)

## Biochimici(1)
- Gregory Paul Winter, biochimico britannico (Leicester, n. 1951)

## Biologi(1)
- Gregory Goodwin Pincus, biologo statunitense (Woodbine, n. 1903 - Boston, † 1967)

## Bobbisti(2)
- Greg Cackett, bobbista e ex velocista britannico (Crawley, n. 1989)
- Gregory Sun, ex bobbista trinidadiano (Port of Spain, n. 1962)

## Calciatori(21)
- Austin Berry, ex calciatore statunitense (Cincinnati, n. 1988)
- Greg Bolger, calciatore irlandese (Wexford, n. 1988)
- Greg Cunningham, calciatore irlandese (Carnmore, n. 1991)
- Greg Draper, calciatore inglese (Chard, n. 1989)
- Greg Garza, ex calciatore statunitense (Grapevine, n. 1991)
- Greg Halford, calciatore inglese (Chelmsford, n. 1984)
- Greg Leigh, calciatore inglese (Manchester, n. 1994)
- Gregory Mertens, calciatore belga (Anderlecht, n. 1991 - Genk, † 2015)
- Gregory Messam, ex calciatore giamaicano (n. 1973)
- Gregory Nelson, ex calciatore olandese (Amsterdam, n. 1988)
- Greg Nwokolo, calciatore nigeriano (Onitsha, n. 1986)
- Greg Ranjitsingh, calciatore trinidadiano (Scarborough, n. 1993)
- Gregory Richardson, calciatore guyanese (Georgetown, n. 1982)
- Greg Sloggett, calciatore irlandese (n. 1996)
- Greg Ion, ex calciatore canadese (Vancouver, n. 1963)
- Gregory Sutton, ex calciatore canadese (Montréal, n. 1977)
- Greg Tansey, ex calciatore inglese (Liverpool, n. 1988)
- Gregory Watts, ex calciatore britannico (n. 1967)
- Gregory van der Wiel, ex calciatore olandese (Amsterdam, n. 1988)
- Gregg Wylde, calciatore scozzese (Kirkintilloch, n. 1991)
- Gregory Wüthrich, calciatore svizzero (Berna, n. 1994)

## Canoisti(1)
- Greg Barton, ex canoista statunitense (Jackson, n. 1959)

## Canottieri(1)
- Greg Searle, ex canottiere britannico (Ashford, n. 1972)

## Cantanti(7)
- Gregory Abbott, cantante statunitense (New York, n. 1954)
- Gregg Allman, cantante, tastierista e chitarrista statunitense (Nashville, n. 1947 - Richmond Hill, † 2017)
- Gregory Darling, cantante e pianista statunitense
- Greg Graffin, cantante, paleontologo e biologo statunitense (Racine, n. 1964)
- Gregory Isaacs, cantante giamaicano (Kingston, n. 1951 - Londra, † 2010)
- Greg Lake, cantante, bassista e chitarrista britannico (Poole, n. 1947 - Londra, † 2016)
- Gregory Porter, cantante statunitense (Sacramento, n. 1971)

## Cantautori(3)
- Gregory Alan Isakov, cantautore e musicista statunitense (Johannesburg, n. 1979)
- Greg Raposo, cantautore e attore statunitense (New York, n. 1985)
- Greg Trooper, cantautore statunitense (Neptune, n. 1956 - New York City, † 2017)

## Cestisti(43)
- Cadillac Anderson, ex cestista statunitense (Houston, n. 1964)
- Greg Anthony, ex cestista statunitense (Las Vegas, n. 1967)
- Greg Ballard, cestista e allenatore di pallacanestro statunitense (Los Angeles, n. 1955 - † 2016)
- Greg Brown, cestista statunitense (Dallas, n. 2001)
- Greg Buckner, ex cestista e allenatore di pallacanestro statunitense (Hopkinsville, n. 1976)
- Greg Butler, ex cestista statunitense (Inglewood, n. 1966)
- Greg Dennis, ex cestista statunitense (n. 1969)
- Greg Dreiling, ex cestista statunitense (Wichita, n. 1963)
- Gregory Echenique, cestista venezuelano (Mérida, n. 1990)
- Greg Fillmore, ex cestista statunitense (Filadelfia, n. 1947)
- Greg Foster, ex cestista e allenatore di pallacanestro statunitense (Oakland, n. 1968)
- Greg Francis, cestista e allenatore di pallacanestro canadese (Toronto, n. 1974 - Oshawa, † 2023)
- Greg Graham, ex cestista e allenatore di pallacanestro statunitense (Indianapolis, n. 1970)
- Greg Grant, ex cestista e allenatore di pallacanestro statunitense (Trenton, n. 1966)
- Greg Grays, ex cestista statunitense (Detroit, n. 1979)
- Greg Howard, ex cestista statunitense (Pittsburgh, n. 1948)
- Greg Hyder, cestista statunitense (Victorville, n. 1948 - † 2014)
- G.G. Jackson, cestista statunitense (Columbia, n. 2004)
- Greg Jackson, cestista statunitense (Brooklyn, n. 1952 - Brooklyn, † 2012)
- Greg Kelser, ex cestista statunitense (Panama City, n. 1957)
- Bo Kimble, ex cestista statunitense (Filadelfia, n. 1966)
- Greg Kite, ex cestista, allenatore di pallacanestro e dirigente sportivo statunitense (Houston, n. 1961)
- Greg Lee, cestista statunitense (Los Angeles, n. 1951 - San Diego, † 2022)
- Greg Mangano, ex cestista statunitense (Orange, n. 1989)
- Greg Monroe, ex cestista statunitense (Harvey, n. 1990)
- Greg Newton, ex cestista canadese (Niagara Falls, n. 1974)
- Greg Oden, ex cestista statunitense (Buffalo, n. 1988)
- Greg Ostertag, ex cestista statunitense (Dallas, n. 1973)
- Alex Renfroe, cestista statunitense (Hermitage, n. 1986)
- Gig Sims, ex cestista statunitense (Redondo Beach, n. 1958)
- Greg Smith, ex cestista statunitense (Princeton, n. 1947)
- Greg Smith, cestista statunitense (Vallejo, n. 1991)
- Greg Stempin, ex cestista statunitense (Macomb, n. 1979)
- Greg Stevenson, ex cestista statunitense (Goldsboro, n. 1978)
- Greg Stewart, cestista statunitense (New York, n. 1960 - Miami, † 2018)
- Greg Stiemsma, ex cestista statunitense (Randolph, n. 1985)
- Greg Stokes, ex cestista e allenatore di pallacanestro statunitense (New Haven, n. 1963)
- Greg Sutton, ex cestista statunitense (Santa Cruz, n. 1967)
- Gregory Vallenilla, cestista venezuelano (Anzoátegui, n. 1979 - Boca de Aroa, † 2007)
- Gregory Vargas, cestista venezuelano (Ocumare del Tuy, n. 1986)
- Greg Washington, ex cestista statunitense (New York, n. 1987)
- Greg Whittington, cestista statunitense (Columbia, n. 1993)
- Greg Wiltjer, ex cestista canadese (Whitehorse, n. 1960)

## Chitarristi(3)
- Greg Ginn, chitarrista, cantante e produttore discografico statunitense (Tucson, n. 1954)
- Greg Tribbett, chitarrista statunitense (Peoria, n. 1968)
- Vince White, chitarrista inglese (Londra, n. 1960)

## Ciclisti su strada(4)
- Lawson Craddock, ex ciclista su strada statunitense (Houston, n. 1992)
- Gregory Daniel, ex ciclista su strada e ex pistard statunitense (Denver, n. 1994)
- Greg Henderson, ex ciclista su strada e pistard neozelandese (Dunedin, n. 1976)
- Greg LeMond, ex ciclista su strada statunitense (Lakewood, n. 1961)

## Danzatori(2)
- Gregory Dean, ballerino britannico (Londra, n. 1984)
- Gregory Hines, ballerino, attore e cantante statunitense (New York, n. 1946 - Los Angeles, † 2003)

## Disc jockey(1)
- DJ Yung Vamp, disc jockey e produttore discografico belga (Liegi, n. 1995)

## Drammaturghi(1)
- Gregory Burke, drammaturgo e sceneggiatore scozzese (Rosyth, n. 1968)

## Esploratori(1)
- Gregory Deyermenjian, esploratore e psicologo statunitense (Boston, n. 1949)

## Fotografi(1)
- Gregory Crewdson, fotografo statunitense (Brooklyn, n. 1962)

## Fumettisti(1)
- Greg Capullo, fumettista e illustratore statunitense (Schenectady, n. 1962)

## Genealogisti(1)
- Gregory King, genealogista e statistico britannico (Lichfield, n. 1648 - Londra, † 1712)

## Giocatori di baseball(3)
- Greg Burke, ex giocatore di baseball statunitense (Camden, n. 1982)
- Greg Holland, giocatore di baseball statunitense (Marion, n. 1985)
- Greg Maddux, ex giocatore di baseball statunitense (San Angelo, n. 1966)

## Giocatori di calcio a 5(1)
- Gregory Giovenali, giocatore di calcio a 5 australiano (n. 1987)

## Giocatori di football americano(18)
- Greg Bell, ex giocatore di football americano statunitense (Columbus, n. 1962)
- Greg Biekert, ex giocatore di football americano e allenatore di football americano statunitense (Iowa City, n. 1969)
- Greg Coleman, ex giocatore di football americano statunitense (Jacksonville, n. 1954)
- Greg Dulcich, giocatore di football americano statunitense (Glendale, n. 2000)
- Greg Ellis, ex giocatore di football americano statunitense (Wendell, n. 1975)
- Greg Hill, ex giocatore di football americano statunitense (Dallas, n. 1972)
- Greg Jenkins, giocatore di football americano statunitense (Dade City, n. 1989)
- Greg Jennings, ex giocatore di football americano statunitense (Kalamazoo, n. 1983)
- Gregory Junior, giocatore di football americano statunitense (Crossett, n. 1999)
- Greg Landry, giocatore di football americano statunitense (Nashua, n. 1946 - Detroit, † 2024)
- Greg Little, giocatore di football americano statunitense (Allen, n. 1997)
- Greg McElroy, ex giocatore di football americano statunitense (Los Angeles, n. 1988)
- Greg Newsome II, giocatore di football americano statunitense (Chicago, n. 2000)
- Greg Olsen, ex giocatore di football americano statunitense (Paterson, n. 1985)
- Greg Robinson, giocatore di football americano statunitense (Thibodaux, n. 1992)
- Gregory Rousseau, giocatore di football americano statunitense (Coconut Creek, n. 2000)
- Greg Schiano, ex giocatore di football americano e allenatore di football americano statunitense (Wyckoff, n. 1966)
- Greg Townsend, ex giocatore di football americano statunitense (Los Angeles, n. 1961)

## Giocatori di poker(2)
- Gregory Merson, giocatore di poker statunitense (Washington, n. 1987)
- Greg Raymer, giocatore di poker statunitense (Minot, n. 1964)

## Giornalisti(1)
- Greg Burke, giornalista statunitense (Saint Louis, n. 1959)

## Golfisti(1)
- Greg Norman, golfista e imprenditore australiano (Mount Isa, n. 1955)

## Grecisti(1)
- Gregory Nagy, grecista e filologo classico ungherese (Budapest, n. 1942)

## Hockeisti su ghiaccio(5)
- Greg Barber, ex hockeista su ghiaccio canadese (Kelowna, n. 1980)
- Gregory Di Tomaso, hockeista su ghiaccio canadese (Toronto, n. 1996)
- Gregory Hofmann, hockeista su ghiaccio svizzero (Neuchâtel, n. 1992)
- Greg Hogeboom, ex hockeista su ghiaccio canadese (Etobicoke, n. 1982)
- Greg Parks, hockeista su ghiaccio canadese (Edmonton, n. 1967 - Edmonton, † 2015)

## Hockeisti su slittino(1)
- Grégory Leperdi, ex hockeista su slittino francese (Rosny-sous-Bois, n. 1973)

## Imprenditori(3)
- Greg Abel, imprenditore canadese (Edmonton, n. 1962)
- Gregory Kohs, imprenditore statunitense (Jackson, n. 1968)
- Gregory Olsen, imprenditore e ingegnere statunitense (New York, n. 1945)

## Lottatori(1)
- Gregory Gibson, ex lottatore statunitense (Redding, n. 1953)

## Lunghisti(2)
- Greg Bell, lunghista statunitense (Terre Haute, n. 1930 - Logansport, † 2025)
- Greg Rutherford, ex lunghista britannico (Milton Keynes, n. 1986)

## Mafiosi(3)
- Gregory DePalma, mafioso statunitense (n. 1932 - Butner, † 2009)
- Gregory Scarpa, mafioso e assassino statunitense (New York, n. 1928 - Rochester, † 1994)
- Gregory Scarpa Jr., mafioso statunitense (Brooklyn, n. 1951)

## Matematici(2)
- Gregory Chaitin, matematico e informatico argentino (Chicago, n. 1947)
- Gregory Lawler, matematico statunitense (Alexandria, n. 1955)

## Militari(1)
- Pappy Boyington, militare e aviatore statunitense (Coeur d'Alene, n. 1912 - Fresno, † 1988)

## Modelli(1)
- Gregg Avedon, supermodello e attore statunitense (Miami, n. 1965)

## Musicisti(1)
- Greg Ham, musicista e compositore australiano (Melbourne, n. 1953 - Melbourne, † 2012)

## Nobili(1)
- Gregory Cromwell, I barone Cromwell, nobile inglese (Londra, n. 1520 - Leicestershire, † 1551)

## Nuotatori(5)
- Greg Brough, nuotatore australiano (Surfers Paradise, n. 1951 - Beechmont, † 2014)
- Greg Burgess, ex nuotatore statunitense (Baltimora, n. 1972)
- Gregory Buckingham, nuotatore statunitense (Riverside, n. 1945 - † 1990)
- Greg Jagenburg, ex nuotatore statunitense (n. 1957)
- Greg Rogers, ex nuotatore australiano (Sydney, n. 1948)

## Ornitologi(1)
- Gregory Mathews, ornitologo australiano (n. 1876 - † 1949)

## Ostacolisti(1)
- Gregory Sedoc, ostacolista olandese (Amsterdam, n. 1981)

## Paleontologi(1)
- Gregory Scott Paul, paleontologo, sociologo e illustratore statunitense (Washington, n. 1954)

## Pallanuotisti(1)
- Greg Boyer, ex pallanuotista statunitense (New York, n. 1958)

## Pallavolisti(3)
- Gregory Berríos, pallavolista portoricano (San Juan, n. 1979)
- Gregory Petty, pallavolista statunitense (Downers Grove, n. 1993)
- Gregory Torres, pallavolista portoricano (n. 2003)

## Pesisti(1)
- Gregg Tafralis, pesista statunitense (San Francisco, n. 1958 - † 2023)

## Piloti automobilistici(2)
- Greg Biffle, pilota automobilistico statunitense (Vancouver, n. 1969)
- Greg Moore, pilota automobilistico canadese (New Westminster, n. 1975 - Fontana, † 1999)

## Poeti(2)
- Gregory Corso, poeta statunitense (New York, n. 1930 - Minneapolis, † 2001)
- Gregory Pardlo, poeta e traduttore statunitense (Filadelfia, n. 1968)

## Politici(10)
- Greg Abbott, politico, avvocato e giurista statunitense (Wichita Falls, n. 1957)
- Gregory Dexter, politico statunitense (Northamptonshire, n. 1610 - Providence, † 1700)
- Greg Gianforte, politico statunitense (San Diego, n. 1961)
- Gregg Harper, politico statunitense (Jackson, n. 1956)
- Greg Landsman, politico statunitense (Cincinnati, n. 1976)
- Gregory Meeks, politico e avvocato statunitense (New York, n. 1953)
- Greg Pence, politico statunitense (Columbus, n. 1956)
- Greg Selinger, politico canadese (Regina, n. 1951)
- Greg Stanton, politico statunitense (Phoenix, n. 1970)
- Greg Walden, politico statunitense (The Dalles, n. 1957)

## Presbiteri(1)
- Gregory Martin, presbitero, docente e letterato britannico (Maxfield, n. 1542 - Reims, † 1582)

## Produttori cinematografici(1)
- Gregg Bishop, produttore cinematografico, regista e scenografo statunitense (Powder Springs)

## Produttori discografici(3)
- Greg Collins, produttore discografico e compositore statunitense (n. 1969)
- Gregg Diamond, produttore discografico statunitense (Brooklyn, n. 1949 - † 1999)
- Greg Kurstin, produttore discografico, musicista e compositore statunitense (Los Angeles, n. 1969)

## Rapper(2)
- Egyptian Lover, rapper, produttore discografico e disc jockey statunitense (Los Angeles, n. 1963)
- Shock G, rapper e produttore discografico statunitense (New York, n. 1963 - Tampa, † 2021)

## Registi(7)
- Gregory Dark, regista, sceneggiatore e produttore cinematografico statunitense (Los Angeles, n. 1957)
- Gregory Hoblit, regista, produttore televisivo e produttore cinematografico statunitense (Abilene, n. 1944)
- Gregory Jacobs, regista, sceneggiatore e produttore cinematografico statunitense (New Jersey, n. 1957)
- Gregory La Cava, regista, produttore cinematografico e sceneggiatore statunitense (Towanda, n. 1892 - Malibù, † 1952)
- Gregory Nava, regista, sceneggiatore e produttore cinematografico statunitense (San Diego, n. 1949)
- Gregory Wilson, regista, attore e sceneggiatore statunitense
- Greg Yaitanes, regista e produttore televisivo statunitense (Wellesley, n. 1970)

## Registi teatrali(1)
- Gregory Doran, regista teatrale e direttore artistico inglese (Huddersfield, n. 1958)

## Rugbisti a 15(1)
- Greg Feek, ex rugbista a 15 e allenatore di rugby a 15 neozelandese (New Plymouth, n. 1975)

## Scacchisti(1)
- Gregory Serper, scacchista uzbeko (Tashkent, n. 1969)

## Sceneggiatori(4)
- Greg Davidson, sceneggiatore e produttore televisivo statunitense (n. 1960)
- Greg Johnston, sceneggiatore e produttore televisivo statunitense (Boston, n. 1958)
- Gregory Poirier, sceneggiatore e regista statunitense (Kula, n. 1961)
- Gregory Widen, sceneggiatore e regista statunitense (Contea di Los Angeles, n. 1958)

## Schermidori(1)
- Greg Massialas, ex schermidore e maestro di scherma statunitense (Candia, n. 1956)

## Sciatori alpini(3)
- Gregg Brockway, ex sciatore alpino statunitense (Istanbul, n. 1966)
- Greg Grossmann, ex sciatore alpino canadese (Hamilton, n. 1966)
- Greg Jones, ex sciatore alpino statunitense (Truckee, n. 1953)

## Scrittori(7)
- Greg Daniels, scrittore, regista e produttore televisivo statunitense (n. 1963)
- Gregory Hill, scrittore statunitense (n. 1941 - † 2000)
- Gregory Keyes, scrittore statunitense (Meridian, n. 1963)
- Gregory Maguire, scrittore statunitense (Albany, n. 1954)
- Gregory Mcdonald, scrittore statunitense (n. 1937 - † 2008)
- Gregory David Roberts, scrittore australiano (Melbourne, n. 1952)
- Greg Tate, scrittore, musicista e produttore discografico statunitense (Dayton, n. 1957 - New York, † 2021)

## Scrittori di fantascienza(2)
- Gregory Benford, autore di fantascienza e fisico statunitense (Mobile, n. 1941)
- Greg Egan, scrittore di fantascienza australiano (Perth, n. 1961)

## Slittinisti(1)
- Gregory Carigiet, ex slittinista svizzero (Brigels, n. 1987)

## Storici(1)
- Gregory Areshian, storico e archeologo armeno (Erevan, n. 1949 - Erevan, † 2020)

## Storici della filosofia(1)
- Gregory Vlastos, storico della filosofia statunitense (Costantinopoli, n. 1907 - Berkeley, † 1991)

## Storici delle religioni(1)
- Gregory Schopen, storico delle religioni e epigrafista statunitense (n. 1947)

## Tastieristi(1)
- Greg Phillinganes, tastierista e cantautore statunitense (Detroit, n. 1956)

## Tennisti(2)
- Gregory Mangin, tennista statunitense (Newark, n. 1907 - Newark, † 1979)
- Greg Rusedski, ex tennista canadese (Montréal, n. 1973)

## Tenori(1)
- Gregory Kunde, tenore statunitense (Kankakee, n. 1954)

## Teologi(1)
- Gregory A. Boyd, teologo e saggista statunitense (Cleveland, n. 1957)

## Truccatori(1)
- Greg Nicotero, truccatore, effettista e regista statunitense (Pittsburgh, n. 1963)

## Tuffatori(1)
- Greg Louganis, tuffatore statunitense (San Diego, n. 1960)

## Velocisti(1)
- Gregory Haughton, ex velocista giamaicano (St. Mary, n. 1973)

## Vescovi cattolici(3)
- Gregory John Mansour, vescovo cattolico statunitense (Flint, n. 1955)
- Gregory Lawrence Parkes, vescovo cattolico statunitense (Mineola, n. 1964)
- John Huston Ricard, vescovo cattolico statunitense (New Roads, n. 1940)

## Wrestler(2)
- Greg Gagne, ex wrestler statunitense (Robbinsdale, n. 1948)
- Gregory Helms, ex wrestler statunitense (Smithfield, n. 1974)

## Senza attività specificata(1)
- Gregor Seyffert, ex ballerino, coreografo e direttore artistico tedesco (Berlino, n. 1967)